# Pablo Piñones-Arce
Pablo Piñones-Arce, född 27 augusti 1981 i Tumba, är en svensk fotbollstränare och tidigare spelare (anfallare) som avslutade sin elitkarriär i början av år 2016. Han var tränare för Hammarby IF DFF mellan 2020 och 2024. Sedan 2024 är han teknisk direktör för Houston Dash.

## Spelarkarriär
Efter att ha tillbringat sin karriär i bland annat IFK Tumba och IK Sirius, blev han en del av framgångsrika IF Brommapojkarnas trupp för juniorer födda 1981. Under 2001 gick han till Hammarby där han stannade kontraktet ut (till och med säsongen 2006). Därefter blev han fri på marknaden och signerade ett treårskontrakt med danska klubben Vejle BK. Efter två år i Vejle lånades han från och med mars 2009 av sin förra klubb Brommapojkarna. Inför säsongen 2010 blev Pablo kvar i BP, men som BP-spelare, efter att kontraktet med Vejle hade löpt ut. Trots degraderingen till Superettan efter att BP hamnade på en av allsvenskans jumboplatser 2010 stannade Pablo kvar i truppen. Efter att ha gjort endast 3 mål i seriespel totalt under de allsvenska säsongerna 2009 och 2010 kombinerat lossnade det under 2011 i Superettan med 14 mål vilket innebar vinst i lagets interna skytteliga. Under året 2012 – också i Superettan – svarade Pablo åter igen för ännu fler mål och med bättre målsnitt samt ledde Superettans skytteliga i slutet av säsongen med några 3 omgångar kvar av serien då BP låg på andra plats i tabellen vilket innebär uppflyttning till Allsvenskan.
Den 21 januari 2013 bekräftade Östers IF att man värvat Piñones-Arce.
Efter endast ett år i Östers IF, som åkte ur allsvenskan, blev det den 12 januari 2014 klart att Piñones-Arce återvänder till Hammarby IF där han var med och spelade upp laget till Allsvenskan. Efter endast 3 allsvenska matcher från start under 2015 med Hammarby lämnade han laget för en comeback i Brommapojkarna som åkte ur Superettan 2015. 
För säsongen 2016 var det tänkt att Pablo skulle göra en återkomst i Brommapojkarna, men tidigt i mars 2016 meddelade Brommapojkarna att Pablo lägger ner sin elitkarriär då kroppen sagt ifrån.

## Tränarkarriär
Efter att ha avslutat sin spelarkarriär fick Piñones-Arce i april 2016 en roll som players manager i Hammarby IF. I juli 2019 blev Piñones-Arce utsedd till ny huvudtränare i Hammarbys samarbetsklubb IK Frej, tillsammans med Janne Mian.
Den 23 december 2019 blev Piñones-Arce klar som ny huvudtränare i Hammarby IF DFF.
Efter ett mycket framgångsrikt år 2023 då Piñones-Arce ledde Hammarby IF:s damlag till en historisk dubbel då man vann både Svenska cupen och Damallsvenskan så valde han i januari 2024 att lämna Hammarby IF för ett nytt uppdrag.
Den 24 januari 2024 blev Piñones-Arce klar som teknisk direktör för den amerikanska NWSL-klubben Houston Dash.

## Meriter
- Inom landslag:
  - J & P totalt: 40 med 10 mål
  - U21: 7 med 1 mål
  - A: Inofficiell landskamp (i januari 2004)

## Klubblagsfacit: seriematcher / mål
- 2002: 24 / 2
- 2003: 23 / 8
- 2004: 14 / 1
- 2005: 17 / 3
- 2006: 17 / 6
- 2006–2007: 10 / 7 (källa)
- 2007–2008: ?
- 2008–2009: 10 / 1 (enligt Vejle)
- 2009: 16 / 1 (Allsvenskan, BP)
- 2010: 21 / 2 (Allsvenskan, BP)
- 2011: 26 / 14 (Superettan, BP)
- 2012: 21 / 18 (Superettan, BP)
- 2013: 24 / 9 (Allsvenskan, Öster)
- 2014: 24 / 10 (Superettan, Hammarby)
- 2015: 11 / 0 (Allsvenskan, Hammarby)